# Ozarba incondita
Ozarba incondita är en fjärilsart som beskrevs av Butler 1889. Ozarba incondita ingår i släktet Ozarba och familjen nattflyn. Inga underarter finns listade i Catalogue of Life.